# Gustaf Reinfeldt
John Gustaf Gabriel Reinfeldt, född 20 mars 1993 i Täby kommun, är en svensk politiker (moderat).

## Biografi

### Uppväxt
Gustaf Reinfeldt är son till tidigare statsministern Fredrik Reinfeldt och politikern Filippa Reinfeldt. Han är äldst i syskonskaran. Han växte upp i Täby kommun. Han gick på Viktor Rydbergs samskola och var ordförande för Moderat skolungdom på skolan. Reinfeldt läste juridikprogrammet på Östra Reals gymnasium och tog examen 2012. Där var han vice ordförande i skolans elevkårsstyrelse. Han gifte sig 2024 med Ulla Reinfeldt, tidigare aktiv inom Liberala ungdomsförbundet.
Han studerade vid Lunds universitet och var utbildningspolitisk krönikör i studenttidningen Lundagård. 2016–2019 var han internationell sekreterare för Fria Moderata studentförbundet och vice ordförande 2018–2019. 2021 tog han fil.kand-examen vid Uppsala universitet. 2023 tog han Master of International Affairs vid Columbia University.

### Karriär
2009–2010 var han kansliassistent vid Moderata ungdomsförbundets (MUF) centrala kansli. 2011–2012 var han ersättare i kultur- och fritidsnämnden i Täby. Han arbetade som resturangbiträde på McDonald’s 2011–2012. 2012–2013 var Reinfeldt skribent på den marknadsliberala tankesmedjan Timbro. Under samma period var han också resturangbiträde på Nordic Sea Hotell i Stockholm. 2013–2015 var han juniorkonsult på kommunikationsbyrån Prime Weber Shandwick.
2012–2017 var Reinfeldt ordförande för MUF i Solna kommun och ledamot i kommunfullmäktige.
Både 2020 och 2021 var han vikarierande ledarskribent på Dagens industri. Han är sedan 2021 rektor på deltid på för den borgerliga spetsutbildningen på Foresakademin. 2021–2023 var han redaktör för tidskriften Svensk Linje.
2022–2024 var han ledamot i kommunfullmäktige i Täby. 2024 var han forskningsassistent på Ratio.
2024 blev Reinfeldt gruppledare för Moderaterna i Sundbybergs kommun och oppositionsråd efter Axel Conradi. Han är andre vice ordförande i kommunstyrelsen.